# Bitwa pod Al-Fau
Bitwa pod Al-Fau – pierwsza bitwa lądowa w trakcie II wojny w Zatoce Perskiej, która toczyła się w porcie Al-Fau w pobliżu Szatt al-Arab nad Zatoką Perską.

## Szczegóły
Podczas ataku wojsk koalicji NATO 20 marca 2003 na Irak, Al-Fau z dużą liczbą instalacji naftowych stał się pierwszym do zdobycia celem kampanii przez siły sprzymierzonych. Równocześnie z nalotami na Irak, amerykańscy marines z 15. Oddziału Ekspedycyjnego, siły australijskie, pododdział JW 2305 pod dowództwem brytyjskich marines z 3. Commando Brigade, zaatakowały port Al-Fau.
Tuż przed operacją lądową, Al-Fau został ostrzelany przez amerykańskie lotnictwo. Około godziny 18:00 rozpoczął się atak artylerii. W krótkim czasie zdobyto trzy główne cele strategiczne portu, bez strat po stronie aliantów. Jednocześnie w walkach pojmano 200 osób walczących po stronie reżimu Husajna. W późnych godzinach wieczornych z głębi terytorium Iraku nadeszło potężne uderzenie lotnictwa, w skład którego wchodziły głównie śmigłowce Bell AH-1 Cobra. Z kolei z morza prowadzony był atak brytyjskich okrętów HMS „Richmond”, HMS „Marlborough”, HMS „Chatham” i australijskiego HMAS „Anzac”.
3 Commando Brigade, które przeprowadziło atak z użyciem amfibii na półwysep Al-Fau, było wspierane przez okręty Royal Navy, Royal Australian Navy, oraz działania sił specjalnych, m.in. polskiego pododdziału GROM.
Siły JW 2305 w nocy z 20 na 21 marca zajęły wraz z Amerykanami z drużyn SEAL 3 terminale naftowe w okolicach portu Al-Fau.
21 marca o godzinie 12:35 Tony Blair oficjalnie poinformował, że Al-Fau zostało zdobyte. Wojska, które zakończyły walki o Al-Fau przemieściły się na teren miasta Umm Kasr, by wziąć udział w tamtejszej walce.